# PR/SM
PR/SM (англ. Processor Resource/System Manager) — гіпервізор, або монітор віртуальних машин типу 1, призначений для мейнфреймів System/390 і IBM System z.
PR/SM дозволяє багатьом «логічним розділам» (англ. logical partitions, LPAR) системи здійснювати спільний доступ до центральних процесорів, каналів вводу-виводу і пристроїв збереження з прямим доступом (DASD).

## Історія
PR/SM був вперше представлений IBM у 1988 році разом з мейнфреймами IBM 3090. Гіпервізор заснований на компоненті CP (англ. Control Program) пакету VM/XA, що бере свій початок від систем CP-40 і CP-67 (розроблені у 1960-х роках), і архітектури віртуалізації, розробленої для IBM System/370 (1970-ті роки).
Інструкція процесора SIE (Start Interpretive Execution) вперше з'явилася у мейнфреймі IBM 3081 (архітектура System/370-XA), а першою операційною системою, що її використовувала, стала VM/XA

## Архітектура
Гіпервізор PR/SM запускається безпосередньо на машинному рівні і виділяє системні ресурси для одного або більше логічних розділів (LPAR, Logical PARtitions).
Запуск віртуальної машини здійснюється за допомогою інструкції SIE (англ. Start Interpretive Execution), реалізованої у мікрокоді.
Сучасні мейнфрейми IBM (такі як z9 і z10) працюють виключно у режимі LPAR: гіпервізор PR/SM запускається завжди, навіть якщо сконфігуровано запуск лише одного логічного розділу.
PR/SM оптимізований таким чином, що найбільш ефективною є така робота операційних систем, коли вони не створюють пікове навантаження на апаратне забезпечення одночасно (наприклад, ОС які обслуговують користувачів з різних часових зон).